# Vega del Guadalquivir

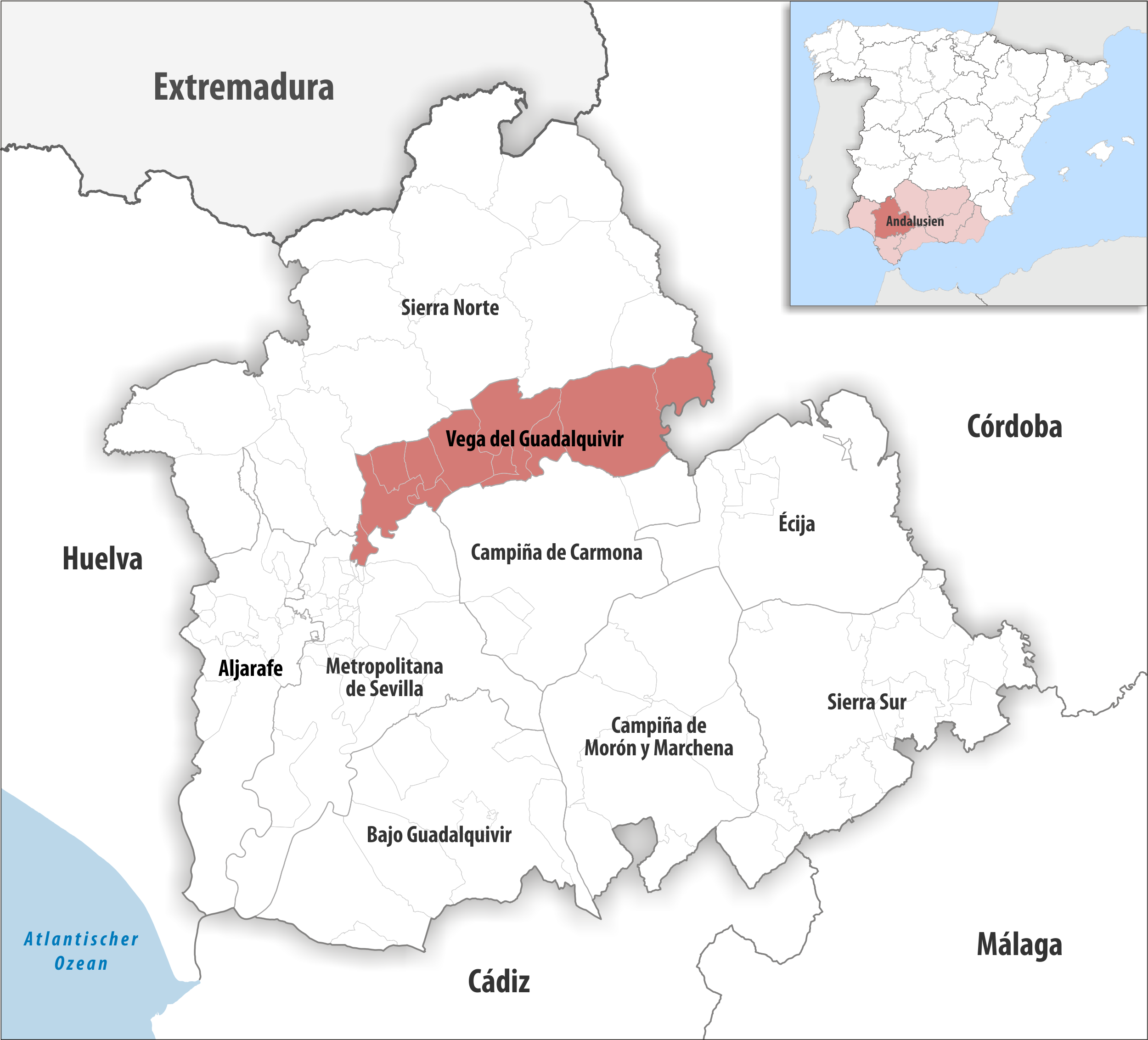
Situación de la Vega del Guadalquivir.

La Vega del Guadalquivir es una comarca andaluza situada en la provincia de Sevilla.
Formada por los municipios limítrofes al río Guadalquivir hasta su llegada a la comarca Metropolitana de Sevilla. Dentro de la provincia de Sevilla comprende los municipios de Alcalá del Río, Alcolea del Río, Brenes, Burguillos, Cantillana, La Algaba, La Rinconada, Lora del Río, Peñaflor, Tocina, Villanueva del Río y Minas y Villaverde del Río.
Limita al este con la provincia de Córdoba, al sur con la campiña de Carmona y al oeste y norte con la Sierra Norte de Sevilla.
La comarca está formada por 11 municipios, los cuales se listan a continuación:
| Escudo | Municipio                                     | Extensión (km²) | Población (INE 2024) | Densidad (hab/km²) | Renta (2016) |
| ------ | --------------------------------------------- | --------------- | -------------------- | ------------------ | ------------ |
|        | Alcalá del Río (Con Andalucía)                | 81,20           | 12 250               | 150,86             | 19.988       |
|        | Alcolea del Río (PIDA)                        | 50,03           | 3 279                | 65,54              | 14.932       |
|        | Brenes (PSOE)                                 | 21,45           | 12 883               | 600,61             | 17.631       |
|        | Burguillos (PP)                               | 43,14           | 7 327                | 169,84             | 18.690       |
|        | Cantillana (PSOE)                             | 107,7           | 10 728               | 99,61              | 17.368       |
|        | La Algaba (PSOE)                              | 17,68           | 16 666               | 942,65             | 20.806       |
|        | Lora del Río (PP)                             | 293,69          | 18 189               | 61,93              | 14.793       |
|        | Peñaflor (Adelante-IUA)                       | 82,89           | 3 670                | 44,28              | 15.587       |
|        | Tocina (Andalucistas de Tocina y Los Rosales) | 15,56           | 9 373                | 602,38             | 16.729       |
|        | Villanueva del Río y Minas (PSOE)             | 150,7           | 5 033                | 33,40              | 17.895       |
|        | Villaverde del Río (PSOE)                     | 41,14           | 7 794                | 189,45             | 17.643       |
|        | Total                                         | 905,04          | 107 192              | 118,44             |              |